# 융기
융기(隆起, uplift)는 자연적인 원인에 의해 어떤 지역의 땅덩어리가 주변에 대하여 상대적으로 상승하는 일을 말한다. 융기와 반대로 땅이 주변보다 낮아지는 현상은 침강이라고 한다. 융기와 침강은 연약권 위에 떠 있는 암석권이 평형을 유지하기 위해 나타나는 현상이다. 육지에 커다란 빙하가 있을 때 온도가 올라가면 빙하는 모두 녹아버린다. 녹아버린 빙하 때문에 그 지역의 밀도는 낮아지게 되고 밀도가 낮아지면 평형을 맞추기 위해 그 지역은 융기하게 된다.
이런 융기와 침강이 나타나는 이유는 크게는 조륙운동과 조산운동이 있다. 조륙운동과 조산운동으로 암석권은 변형한다. 이때 받는 압력의 영향으로 일부 지역은 융기하고 일부 지역은 침강하게 된다. 이러한 움직임 말고도 해수면의 변화에 의해서도 생긴다. 주변의 해수면이 내려가면 상대적으로 지층은 상승하는 효과가 생긴다. 융기의 증거로 대표적인 예가 해안단구인데, 대한민국에서는 부산의 태종대와 정동진이 유명하다. 융기는 부정합이 나타나는 이유이기도 하다.

## 융기해안
해안에 가까운 해저는 파도의 침식 작용에 의해 편평해지며, 게다가 오목한 부분은 토사에 묻혀 한층 편평한 지형이 된다. 이 같은 얕고 편평한 해저가 약간 융기하면 편평하고 출입이 적은 해안선을 나타내는 육지가 나타난다. 융기해안은 멀리까지 얕은 모래사장으로 되어 있으며, 파도에 쓸려온 모래가 사주(砂州)를 만들거나 그 안쪽에 개펄이 형성되기도 한다. 또한 융기 해안에는 단단한 암석이 얕은 해저에서 파도에 의해 편평하게 깎인 해저가 그대로 들려올라가 넓은 플랫폼을 이루는 경우도 있다.